# Молодківська сільська рада
| Молодківська сільська рада — орган місцевого самоврядування у Надвірнянському районі Івано-Франківської області з адміністративним центром у с. Молодків. Івано-Франківська обласна Рада рішенням від 15 листопада 1995 року з Богородчанського району передала Молодківську сільраду до складу Надвірнянського району. Сільській раді підпорядковані населені пункти: - с. Молодків — населення станом на 2001 - 2 629 ос., згідно останніх даних - 2 660 ос.. ; площа 14,000 м² |

## Склад ради
Рада складається з 16 депутатів та голови.

### Керівний склад ради
| ПІБ                    | Основні відомості | Дата обрання | Дата звільнення |
| ---------------------- | --- | ------------ | --------------- |
| Василь Іванович Кисляк | Сільський голова, 1959 року народження, освіта середня спеціальна, безпартійний                                         | 26.03.2006   | 31.10.2010      |
| Василь Іванович Кисляк | Сільський голова, 1959 року народження, освіта середня спеціальна, безпартійний                                         | 31.10.2010   |                 |
| Степан Юрійович Івасик | Сільський голова, 1964 року народження, освіта професійно-технічна, безпартійний, Солотвинське лісництво, майстер лісу. | 10.11.2015   |                 |

Примітка: таблиця складена за даними джерела